# Zlatná na Ostrove
Zlatná na Ostrove (in ungherese Csallóközaranyos) è un comune della Slovacchia facente parte del distretto di Komárno, nella regione di Nitra.